# Albinisme oculocutané type I
L'albinisme oculocutané de type I est une maladie génétique en rapport avec un défaut de synthèse de la mélanine. C'est la forme la plus grave des albinismes oculocutanés et correspond à la forme à tyrosinase négative.
L'albinisme oculocutané est caractérisé par une synthèse réduite de la mélanine dans la peau, les cheveux et les yeux associés avec des anomalies oculaires comme : nystagmus, diminution de la pigmentation de l'iris et de la rétine, une hypoplasie de la fovéa et une diminution significative de l'acuité visuelle. Le trajet du nerf optique est anormal et s'accompagne de strabisme et d'une diminution de la vision stéréoscopique. Les individus atteints ont des cheveux blancs, une peau blanche qui ne bronze pas et un iris translucide qui ne fonce pas avec l'âge. À la naissance, le nouveau-né a des cheveux blancs ou jaunes très pales qui foncent avec le temps, une peau blanche avec parfois l'apparition de taches pigmentaires et possibilité de bronzage au soleil et un iris bleu devenant vert ou marron. L'acuité visuelle peut être de 20/60 ou plus.
L'albinisme oculocutané de type I est divisé en albinisme oculocutané type IA sans aucune synthèse de mélanine dans les tissus et albinisme oculocutané de type IB avec une synthèse variable de mélanine.
Le diagnostic est fait sur la clinique. La mise en évidence d'une mutation du gène TYR est utilisé pour le conseil génétique et la détection des porteurs.

## Sources
1. ↑  « Dictionnaire médical de l'Académie de Médecine », sur academie-medecine.fr (consulté le 26 juin 2024).

- (en) Richard A King, Oculocutaneous Albinism Type 1 In GeneTests: Medical Genetics Information Resource (database online). Copyright, University of Washington, Seattle. 1993-2005 http://www.genetests.org